# Soyuz 29
Soyuz 29 foi uma missão espacial soviética à estação espacial Salyut 6, realizada entre junho e setembro de 1978.

## Tripulação
Lançados
| Posição           | Cosmonauta            | Duração          | Pousou na |
| ----------------- | --------------------- | ---------------- | --------- |
| Comandante        | Vladimir Kovalyonok   | 139d 14h 47m 32s | Soyuz 31  |
| Engenheiro de voo | Aleksandr Ivanchenkov | 139d 14h 47m 32s | Soyuz 31  |

Aterrissaram
| Posição                | Cosmonauta      | Duração        | Lançou na |
| ---------------------- | --------------- | -------------- | --------- |
| Comandante             | Valery Bykovsky | 7d 20h 49m 04s | Soyuz 31  |
| Cosmonauta pesquisador | Sigmund Jähn    | 7d 20h 49m 04s | Soyuz 31  |

## Parâmetros da Missão
- Massa: 6800 quilogramas
- Perigeu: 197,8 quilômetros
- Apogeu: 266 km
- Inclinação: 51.65°
- Período: 88.86 minutos

## Pontos altos da missão

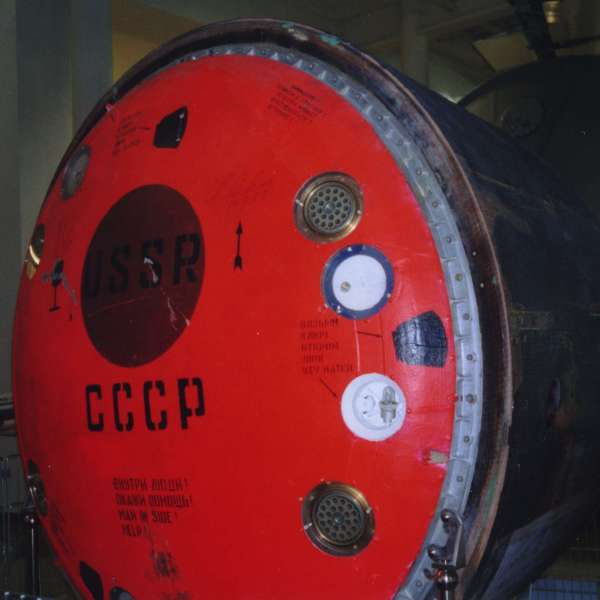
Cápsula da Soyuz 29, exposta em museu da Alemanha.

O comandante era Vladimir Kovalyonok, e o engenheiro de voo era Aleksandr Ivanchenkov. Vladimir Lyakhov e Valery Ryumin serviram como grupo de apoio. Eles foram o segundo grupo de longa duração da Salyut 6.
Com a chegada na Salyut 6, Kovalyonok e Ivanchenkov mudaram os regeneradores de ar e o sistema de regulação térmica, e ativaram o sistema de reciclagem de água para reprocessar a água deixada pelo grupo Tamyrs. Em 19 de Junho a Salyut 6 estava em uma órbita entre 368 km e 338 km. A temperatura a bordo era de cerca de 20 °C, e a pressão do ar era de 750 mmHg (100 kPa). Logo após isto, Kovalyonok e Ivanchenkov realizaram a manutenção na trava de ar da estação, instalaram equipamento que eles trouxeram no módulo orbital da Soyuz 29, e testaram o sistema de orientação Kaskad da estação.
A estação operou em modo de gravidade-gradiente estabilizada entre 24 de Junho e 26 de Junho para evitar que os motores do sistema de controle de altitude disparassem, o que poderia causar interferências com um experimento de queima com duração de 3 dias usando o forno Splav-01. O grupo anterior instalou o forno no no compartimento intermediário de modo que ele pudesse operar no vácuo.
Durante sua estada na Salyut 6, dois grupos visitantes embarcaram na estação. O segundo grupo substituiu a nave Soyuz, permitindo que o grupo ficasse no espaço mais tempo do que o tempo de vida designado da nave espacial. Eles aterrissaram com a nave Soyuz 31 em 2 de Novembro de 1978.
A nave Soyuz 29 aterrissou com o grupo visitante lançado na Soyuz 31: Valery Bykovsky e Sigmund Jähn, o primeiro cosmonauta alemão.
A cápsula está a mostra no Deutsches Museum em Munique, Alemanha.